# 黑肩鸢
黑肩鳶（學名：Elanus axillaris）是一種小型的猛禽，分佈於整個澳大利亞。像黑翅鳶屬的所有成員般，牠們專門捕獵齧齒目動物。

## 名稱

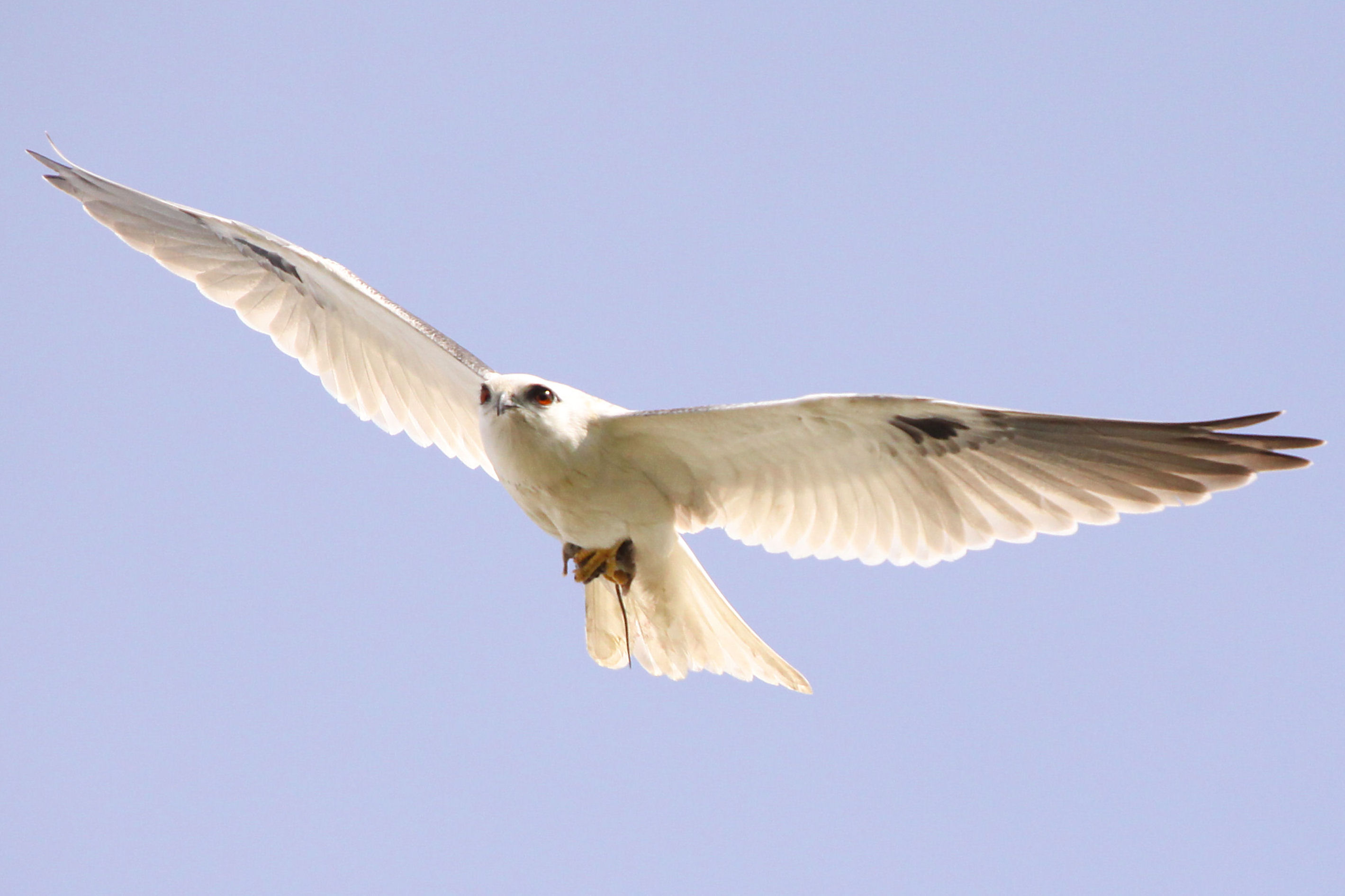
飛行中的黑肩鳶，攝於澳洲新南威爾斯州庫拉岡島

「黑肩鳶」一名從前是用於歐洲及非洲的黑翅鳶（Elanus caeruleus），而澳洲的黑肩鳶及北美洲的白尾鳶（Elanus leucurus）則是其亞種。但現時那三個物種已被定為三個不同物種，而E. caeruleus則稱為黑翅鳶。因此，較近期有關黑肩鳶的文獻所指的黑肩鳶都一定是指分佈於澳洲的這一個物種。

## 外觀
黑肩鸢長約35到38公分，翼展長80到95公分。成年黑肩鸢的身體呈淡灰色，頭部呈白色，身軀的下半部分亦呈白色，而翅膀內部的尖端呈黑色。當牠們在棲息的狀態時，牠們黑色的肩膀就會顯得很突出。

## 分佈情況
雖說黑肩鸢分佈於幾乎整個澳洲，但其實牠們主要還是分佈於澳大利亞大陸東南和西南部相對較肥沃的地方。牠們鮮少進入沙漠深處，在北塔斯馬尼亞和托列斯海峽見到牠們純屬偶然。牠們主要生活在草原，但是亦可在樹林中找到牠們。

## 食物與狩獵

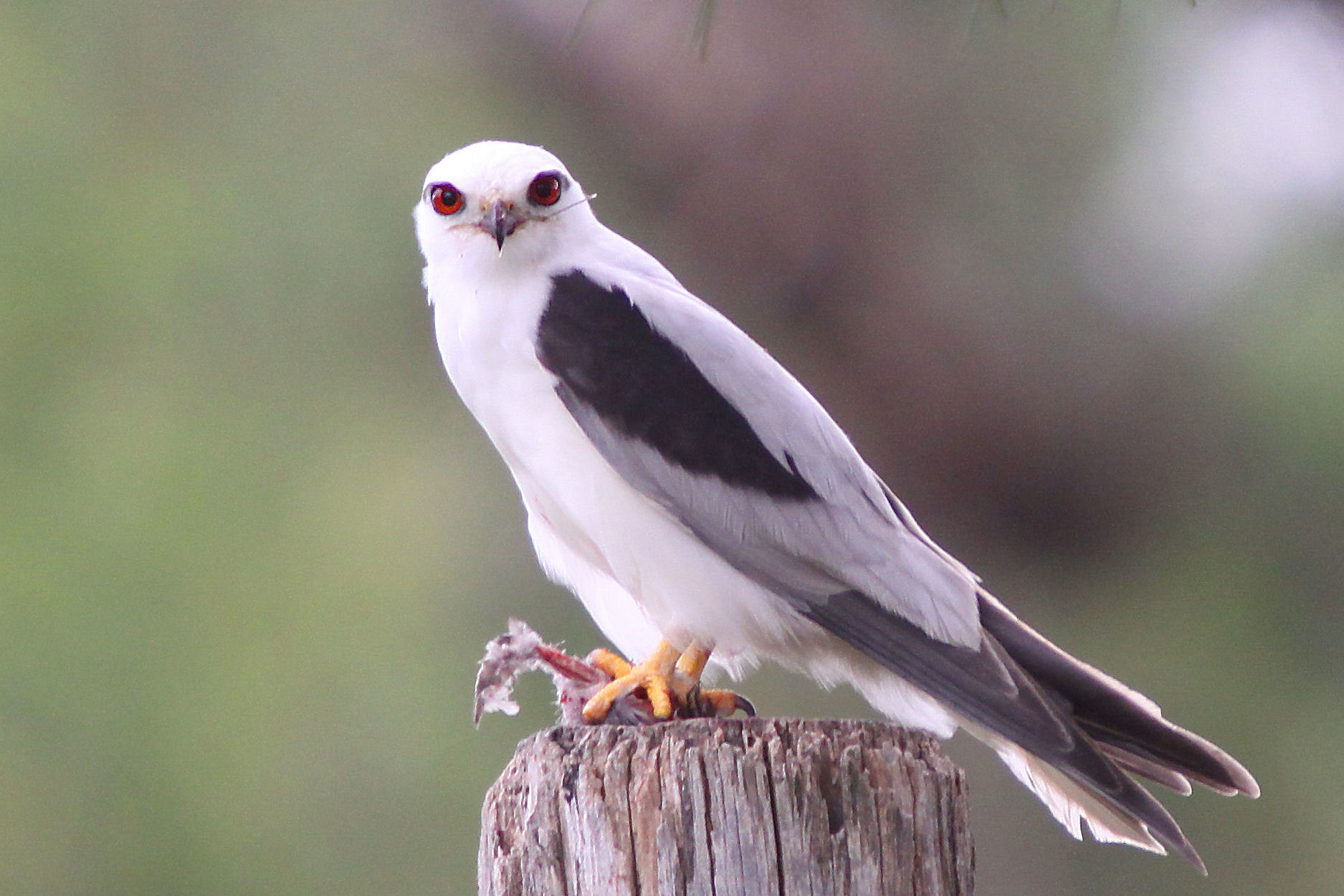
一隻黑肩鳶與其捕獲的鳥

黑肩鸢主要靠進食老鼠維生。牠們有時亦會捕獵一些大小相當的動物，包括草蜢、小型的爬行動物、鳥類甚至是兔子（非常少數）等，但鼠和其他大小跟鼠差不多的哺乳動物佔牠們所有捕獵對象的十分之九。牠們對鼠數量的影響極為重要：每一隻成年的黑肩鸢在環境許可下可以每天吃下兩到三隻鼠，而一隻雄性的黑肩鸢可在一小時之內捕獵不少於14隻鼠並帶回巢，讓自己羽毛初長的雛鳥進食。
像其他黑翅鳶屬的成員般，黑肩鸢會在草原上尋找捕獵的對象。在捕獵時，牠們一般會在空中盤旋。一般來說，鸢都會在10到50米以內的上空盤旋，仔細地往下看，這以後的數秒或有時一分鐘，牠們會飛到另一地方，再度盤旋，進行搜索。
當黑肩鸢看到一隻鼠或其他獵物時，牠們就會一聲不響地降到獵物頭上，翅膀高舉，用爪抓緊獵物。牠們約有三分之二的攻擊是成功的。牠們可以在途中吃掉獵物或把獵物帶回巢。